# Pissebedvliegen
De pissebedvliegen (Rhinophoridae) zijn een familie uit de orde van de tweevleugeligen (Diptera), onderorde vliegen (Brachycera). Van deze kleine familie parasiteren alle soorten als larve op landpissebedden (Isopoda: Oniscidea). Ze zijn een van de weinige natuurlijke vijanden van pissebedden.

## Geslachten
- Bezzimyia
- Melanophora
- Rhinophora
- Stevenia
- Styloneuria

## In Nederland waargenomen soorten
- Genus: Melanophora
  - Melanophora roralis - (Zwarte pissebedvlieg)
- Genus: Paykullia
  - Paykullia maculata - (Gevlekte pissebedvlieg)
- Genus: Phyto
  - Phyto melanocephala - (Kortsteelpissebedvlieg)
- Genus: Rhinophora
  - Rhinophora lepida - (Gewone pissebedvlieg)
- Genus: Stevenia
  - Stevenia atramentaria
  - Stevenia deceptoria
  - Stevenia umbratica
- Genus: Tricogena
  - Tricogena rubricosa - (Roodsprietpissebedvlieg)